# Ola Lindgren
Per Ola Markus Lindgren (nascut a Halmstad el 29 de febrer de 1964, és un exjugador d'handbol suec, que va competir als Jocs Olímpics d'Estiu de 1992, als Jocs Olímpics d'Estiu de 1992, als Jocs Olímpics d'Estiu de 1996, i als Jocs Olímpics d'Estiu de 2000.
El 1988 fou membre de l'equip suec a l'Olimpíada de Seül 1988. Hi va jugar tots sis partits, i hi marcà deu gols. Quatre anys més tard, jugà amb la selecció sueca que guanyà la medalla d'argent a l'Olimpíada de Barcelona 1992. Hi jugà els set partits, i marcà dotze gols.
Als Jocs Olímpics d'Atlanta 1996 hi va guanyar la seva segona medalla d'argent amb l'equip de Suècia. Hi va jugar en sis partits, i marcà tres gols.
La seva darrera participació olímpica fou als Jocs de Sydney de 2000, en què va obtenir la seva tercera medalla d'argent consecutiva amb la selecció sueca. Hi va jugar tots vuit partits, i hi marcà quatre gols.